# 亞歷山大·斐林
亞歷山大·菲林（英語：Alexander Fehling，1981年3月29日—）是一位德國男演員。出生在德國首都柏林。他最著名的作品是曾經出演2009年電影《惡棍特工》、2014年電影《謊言迷宮》和Showtime電視劇《國土安全》。

## 外部連結
- 亞歷山大·斐林在互联网电影资料库（IMDb）上的資料（英文）
- Alexander Fehling （页面存档备份，存于） at shooting-stars.eu （页面存档备份，存于）